# Retortillo (Campoo de Enmedio)
Retortillo es una localidad española del municipio de Campoo de Enmedio, perteneciente a la comunidad autónoma de Cantabria. 

## Geografía
Se encuentra a una altitud de 912 m s. n. m. Dista 3 kilómetros de la capital municipal, Matamorosa. Por la localidad pasa el sendero de Gran Recorrido GR-99 o sendero del Ebro, que desde Fontibre lleva hasta el delta del Ebro. 
Se encuentra muy cerca del embalse del Ebro.

## Historia
Hacia mediados del siglo XIX, el lugar, ya por entonces perteneciente al municipio de Enmedio, tenía contabilizada una población de 140 habitantes. Aparece descrito en el decimotercer volumen del Diccionario geográfico-estadístico-histórico de España y sus posesiones de Ultramar de Pascual Madoz con las siguientes palabras:

RETORTILLO: l. en la prov. de Santander (13 1/2 leg.), part. jud. de Reinosa (1/2), dióc., aud. terr. y c. g. de Búrgos (16), ayunt. de Enmedio. sit. en la cumbre de una montaña; su clima es frio; sus enfermedades mas comunes fiebres catarrales. Tiene 13 casas distribuidas en los barrios de Retortillo, Villafría y Quintanilla; escuela de primeras letras alternativamente con Bolmir; igl. parr. (Ntra. Sra. de los Auxilios) servida por un cura de provision del diocesano en patrimoniales; una ermita (Sta. Bárbara), y buenas aguas potables. Confina con términos de Bolmis, Requejo, Orna, Celada de los Marlantes y Matamorosa. El terreno es de segunda y tercera calidad y des ecano; hay arbolado de roble y matas bajas, y varios prados naturales. Los caminos dirigen á los pueblos limítrofes: recibe la correspondencia de Reinosa. prod.: granos, legumbres, patatas y pastos; cria ganado vacuno, lanar, caballar y de cerda; caza mayor y menor, y pesca de truchas y anguilas. ind.: trasporte de efectos comerciales. pobl.: 10 vec., 44 alm. contr.: con el ayunt.
(Madoz, 1849, p. 429)

En 2023, la entidad singular de población de Retortillo tenía empadronados 92 habitantes, repartidos entre los núcleos de población de Quintanilla (19), Retortillo (63) y Villafría (10).

## Patrimonio

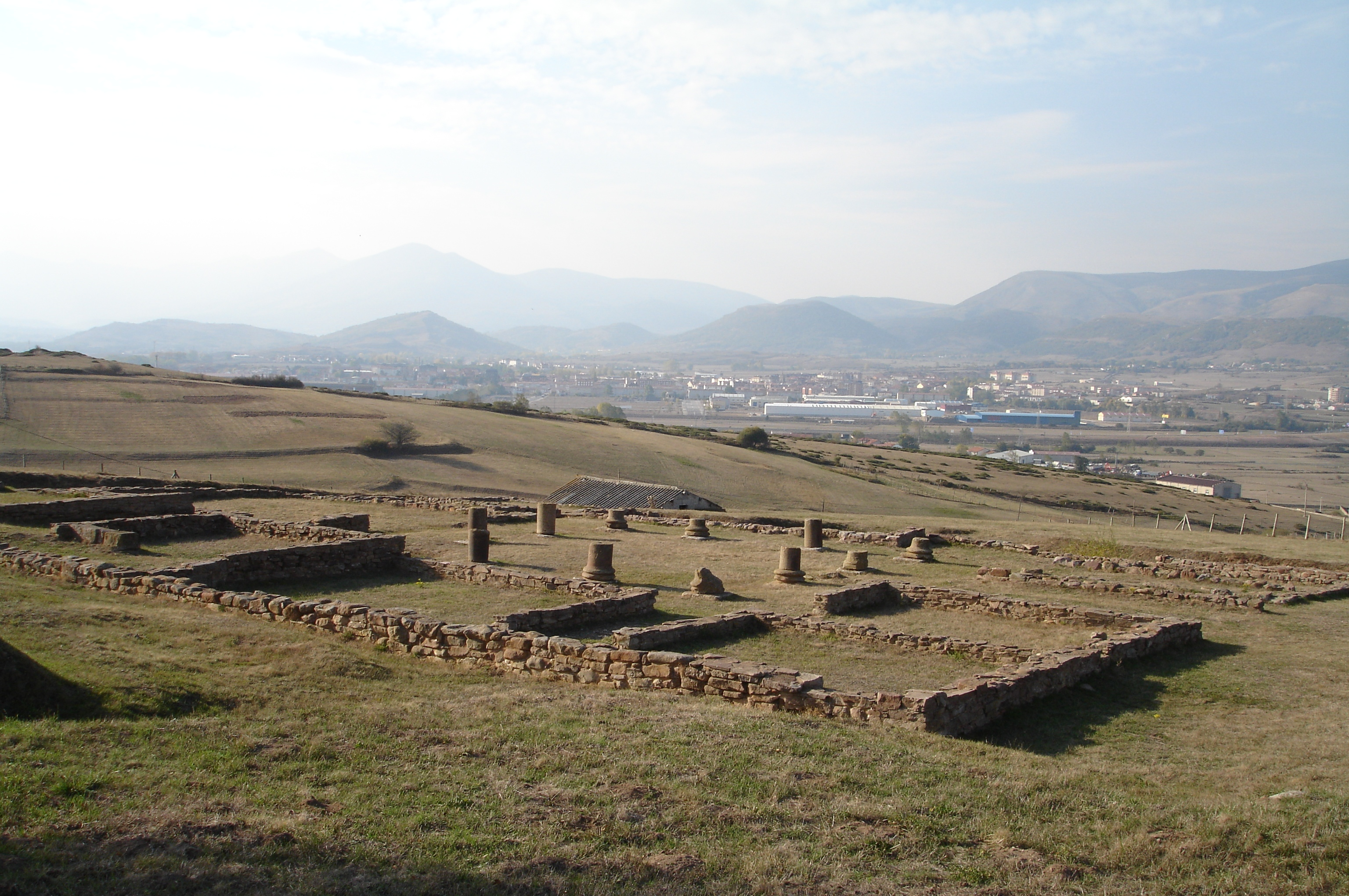
Ruinas de Julióbriga, con Reinosa al fondo

De su patrimonio destaca la ciudad romana de Julióbriga y la iglesia de Santa María, románica del siglo XII. Ambos han sido declarados bienes de interés cultural. Hay un centro de interpretación que, con el nombre de domus, recrea la vida en una de las villas romanas de [ulióbriga.